# Nesodon
Nesodon és un gènere extint de mamífers notoungulats de la família dels toxodòntids que van viure en el Miocè mitjà, fa prop de 15 milions d'anys, en el continent Sud-americà.

## Característiques
L'aspecte d'aquests animals era impressionant. El seu cos era semblant al d'un bisont, amb l'esquena arquejada i dotada de grupa. Les peülles eren petites i el cap de gran grandària, gairebé desproporcionada amb la resta del cos. Nesodon mesurava aproximadament 2 m, sent un herbívor que probablement visqués en les prades sud-americans. En aquella època, el continent es trobava separat de la resta d'Amèrica el que va propiciar el desenvolupament d'una fauna única de mamífers.
L'espècie de Nesodon més comuna era N. imbricatus. En el mateix període i en els mateixos llocs va viure l'adinoteri, un parent proper de Nesodon però de la grandària d'una ovella.